# 栗山章
栗山 章（くりやま しょう、1935年 - ）は、日本の小説家、音楽プロデューサー。姉は経済学者で埼玉大学名誉教授の暉峻淑子。

## 経歴
高分子化学の権威であり、九州大学名誉教授となる栗山捨三の子として、福岡市に生まれる。福岡県立修猷館高等学校を経て、立教大学経済学部を卒業し、立教大学大学院文学研究科修士課程修了後、日本コロムビアに入社。
同社の音楽プロデューサー・音楽ディレクターとなり、1963年、初めてプロデュースした、舟木一夫のデビュー曲『高校三年生』を大ヒットさせ、舟木を世に送り出す。1967年、内藤洋子を、自らが企画・演出した映画『その人は昔』に舟木と共に主演させ、その挿入歌である『白馬のルンナ』もプロデュースして大ヒットさせる。その他には、酒井和歌子、大原麗子、アグネス・ラムなどの音楽、映画関連のプロデュース活動を行っている。
その後、ワーナー・ブラザース・レコードのアートディレクターとして迎えられ、同時に、映像、舞台のプロデュースにも取り組む。1985年には、ニューヨーク・ジョイス劇場での、木佐貫邦子のダンス公演『てふてふ6』をプロデュースする。さらに、ニューヨーク在住の写真家ブルース・ウィリアムズの写真展、写真集なども手がける。1989年、『メリコンダラー頌』で朝日ジャーナルノンフィクション大賞優秀賞を受賞。
ワーナー・ブラザース・レコードを退職後、1990年にニューヨークへ移住。ニューヨークを舞台に、そこに暮らす人々を描いた小説を書き続けている。傍ら、踏風舎を主宰し､日本の新進舞台芸術家が国内・海外で活躍する場をつくりだすために力を注ぐ｡

## 著書
- 『死ぬにはいい日だ - ニューヨーク道路情報』（写真はブルース・ウィリアムズ）,新評論,1990年
- 『女王陛下の店 - ニューヨーク漂流』,新評論,1991年
- 『ジャマイカの白い冬』,マガジンハウス,1994年
- 『ドガ・ダンサーズ』,幻冬舎,1995年
- 『白馬のルンナ』,マガジンハウス,1996年
- 『カラスを撃つ男 - 栗山章作品集』,双葉社,1998年
- 『ここがニューヨークでなくても』,光文社,1999年
- 『テロリストは千の名前を持つ』,河出書房新社,2008年